# 이문영
이문영 (李文永, 1927년 1월 28일 ~ 2014년 1월 16일 )은 대한민국의 교육자, 민주운동 지도자이다. 호는 소정(小丁)이며 1970-80년대 민주화운동과정에서 3.1 민주구국선언, YH 사건과 김대중 내란음모사건으로 고려대 교수직을 세 번 해직당했으며 세 번에 걸쳐 4년 6개월간 옥고를 치른 민주운동가이다. 1992년 고려대학 명예교수로 은퇴한 후 경기대학 대학원장, 아시아-태평양평화재단(아태재단) 이사장, 함석헌 기념사업회 이사장 등을 역임하였다.

## 저서
- 1980년 한국행정론
- 1991년 자전적 행정학
- 1996년 논어, 맹자와 행정학[7]
- 2001년 인간 종교 국가[7]
- 2006년 협력형 통치[7]